# 蘆野氏
蘆野氏（あしのし）とは、日本の武家・大名の姓名である。

## 出自
『吾妻鏡』には「芦野地頭」が確認されており、その末裔と考えられている。また『継志集』には「芦野元来那須に芦野四郎大夫と言う侍あり　中興那須資忠の子を養子に家を継ぐ」とあることから那須氏8代当主、那須資忠の四男資方が養子となり蘆野三郎を名乗り、那須氏系蘆野氏の祖となったと考えられる。

## 戦国時代
16世紀中期頃になると、元々独立性が強かった蘆野氏ら上那須衆は、常陸国の佐竹家と結び、那須家に対して敵対姿勢を露わにした。その後上那須衆は那須家との戦を繰り返したが、いずれも退けられ永禄11年（1568年）に那須家と和睦。以後、那須家中として資胤・資晴に仕えた。
天正18年（1590年）の小田原征伐に際して、当主であった盛泰は小田原に赴き豊臣秀吉に謁見した。奥州仕置の際には茶亭を儲け諸将を慰労するなどして、秀吉から腰刀の刀と黄金を賜るとともに所領を安堵された。秀吉の形見分けの際は孫六の刀を渡された。
慶長5年（1600年）の関ヶ原の戦いの際には、当主であった政泰が上那須衆とともに東軍に組し、江戸に人質を送ることで恭順の意を示した。また上杉家の南下に備え、蘆野の防備を固めた。これにより後に300石の加増を受けた。また慶長7年（1602年）には1,600石の加増を受け、蘆野家の知行は2,700石となった。

## 江戸時代以降
江戸時代は交代寄合旗本・那須衆の一員として3,016石を領す。
慶長19年（1615年）、大坂夏の陣では、政泰の跡を継いだ資泰が本多正信の部隊に属し、34の首級を挙げた。
慶安2年（1649年）、資俊が日光東照宮三仏堂の造営に従事
嘉永6年（1853年）、資典が交代寄合衆への割り当てとして、ペリー来航に伴い、江戸屋敷に詰める
元治元年（1864年）、天狗党本隊が芦野宿を通過
慶應4年（1868年）、新政府軍側につき、軍夫役をつとめる
明治8年（1875年）、資愛が芦野家を離れ、資貞が再家督